# Aurel Olărean
Aurel Olărean (n. 23 ianuarie 1960, com. Marginea, județul Suceava) este un politician român, membru al partidului Mișcarea Populară. A fost membru al Parlamentului României și primar al municipiului Rădăuți.